# 中國—印度關係
中國—印度关系（英語：China-India relations），是指中國和印度之間的雙邊關係。中国与印度都是文明古国，自古以來，儘管隔著喜马拉雅山脉，由於中印地理上的親近，兩大文明之間互有來往已有數千年之久。唐代的玄奘和义净都曾在比哈尔邦的那烂陀寺学习，印度高僧达摩曾到中国传教并创立禅宗。中国抗战期间，英属印度给予中华民国很多支持。1950年4月1日，印度共和国与中华人民共和国建交，是第一个同中華人民共和國建交的非社会主义阵营国家。
中印两国都是发展中国家，人口數位列世界前二，建交七十年来，两国关系的发展伴随着冲突与合作，主要受三大因素不断干扰，即历史情结、地缘竞夺及大国博弈。中国一度是印度第一大贸易伙伴，這一地位於2021年被美國取代，而印度是中国在南亚地区的最大贸易伙伴。由于中印两国有着近2000公里的漫长边界和总面积超过12万平方公里领土纠纷，1962年爆发了边境战争，两国关系严重倒退；接着就是中、苏对抗和印、苏结盟，两国关系持续冷淡。直到1976年，两国恢复互派大使。1993年起，两国签署多个协定以维护地区和平。2003年6月，阿塔尔·比哈里·瓦杰帕伊总理对中国进行正式访问，双方签署《中印关系原则和全面合作宣言》，确认发展长期建设性合作伙伴关系。然而随着印太地区的大国竞争日益激烈，两国仍不时爆发对峙、冲突。但政治关系紧张的情况下，两国却一直保持着庞大的经贸往来，2024年中国再次成为印度最大贸易伙伴国。

## 歷史

### 古代

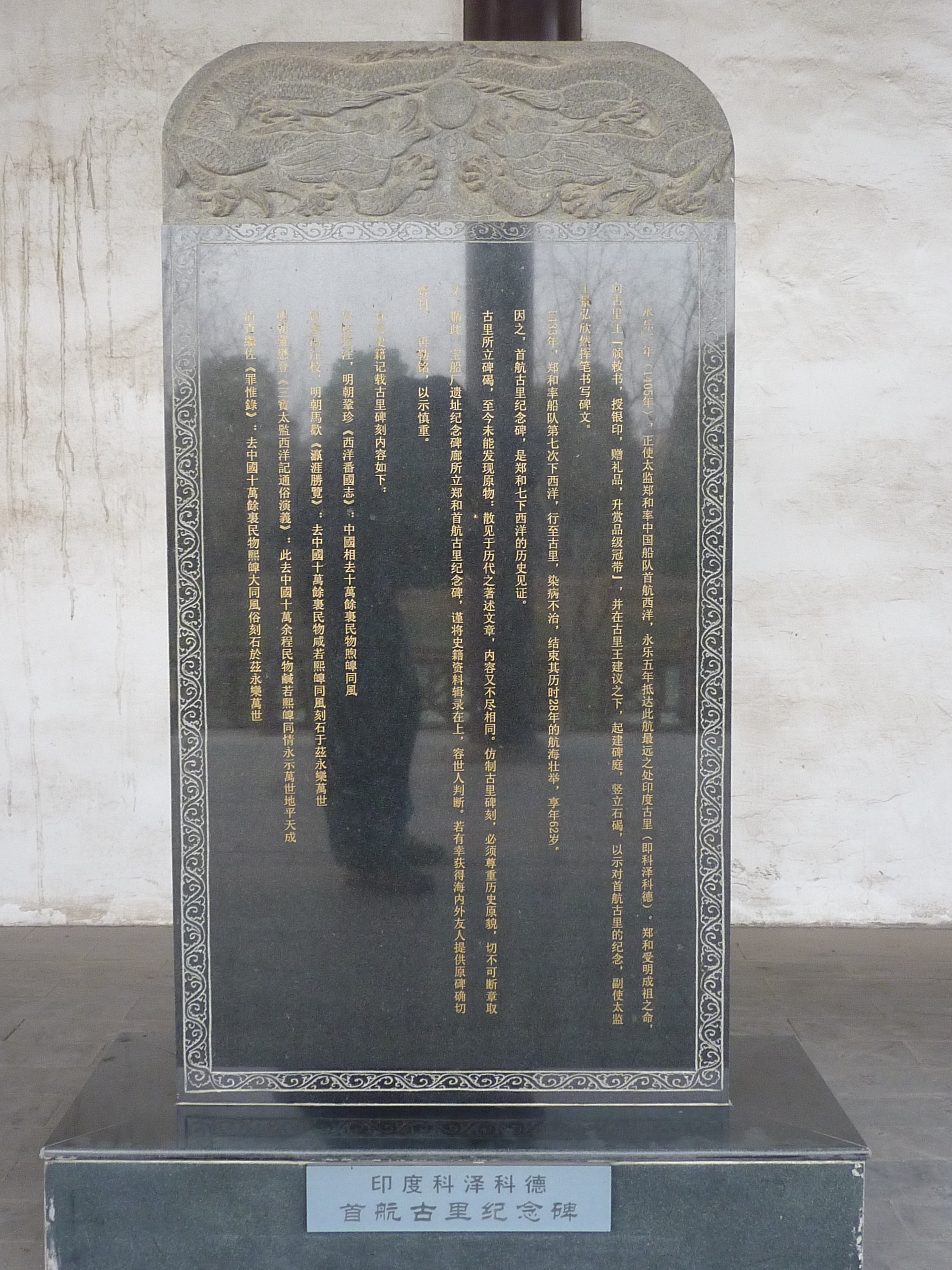
郑和安置在卡利卡特的石碑（现代复制）

中华文明和印度河流域文明都是世界文明摇篮，中印两国人民之间的交往有几千年历史。孔雀帝国的首相，曾在塔克西拉大学担任过教授的考底利耶在他的作品《政事论》即用词头将中国丝绸称为（丝绸服装）和（丝束）。在《史记》中，张骞和司马迁使用了“身毒”来称呼印度河流域地区（在现在巴基斯坦的信德省）。这一词应是来源于梵文中的。当云南在1世纪劃入汉朝版圖时，中国政府报告在那里存在一个“身毒”社区。
在公元一世纪佛教开始从印度向中国传输后，许多印度的学者和僧人都前往中国。401年，西域高僧鸠摩罗什到达中国，并将梵文佛经《修多罗》译成中文；少林寺的创始人佛陀跋陀罗（约464-495年）和5世纪南印度高僧菩提达摩成为禅宗的创办人少林寺第一位禅师。同时许多中国学者和僧侣也前往印度，如中国東晉高僧法显于402年，访问印度并居住10年，之后他将许多梵文佛经译成了中文，其《佛国记》成为中印友好交往史上一部极具历史价值著作。
在公元7世纪，唐朝获得了中国的丝绸之路和中亚的大部分控制权。王玄策作为一个外交代表团的代表被派遣到了印度北部，卷入了戒日王（590-647）死亡后的内战之中。在使团的30名成员被篡位者杀害后，王玄策逃跑，并在盟国尼泊尔和吐蕃的部队陪同下返回。在他的军队帮助下，王玄策包围并占领了首都，而他的副手蒋师仁抓住了篡位者并把他作为囚犯押送回唐朝（599-649）首都长安。在8世纪，由印度天文学家和数学家阿耶波多（476-550）所编撰的天文正弦表，在唐朝被翻译进公元718年编辑的天文学和数学书籍《开元占经》。《开元占经》由瞿昙悉达，一个祖上居于印度，在长安出生的天文学家和占星家编撰。他还因为将九曜概念翻译入中国历法而闻名。玄奘（602-664）和义净（635-713）。他们都曾在比哈尔邦的那烂陀寺学习。7世纪玄奘于戒日王时期访问印度，在他的作品《大唐西域记》中记录了他前往印度的旅程，这后来启发了明朝小说家吴承恩创作了他的代表作，被誉为中国四大名著之一的《西游记》
郑和下西洋期间，访问了许多印度王国和港口。在18至19世纪，印度旁遮普地区的锡克教邦联开始向它邻近的土地扩张，它在1834年使拉达克成为了查谟邦的附属国。在1841年，锡克教徒入侵西藏，并占领了部分西藏西部地区。西藏军队在1841年12月击败了锡克教徒的部队，并迫使它们从西藏撤出军队而进入拉达克围困列城，在那里西藏军队转而被锡克军所打败。此时，双方都不希望将冲突延续，因为锡克教徒卷入了之后引发了第一次英国锡克战争的和英国的冲突，而中国则正在和英属东印度公司进行鸦片战争。西藏人和锡克教徒在1842年9月签署了条约，规定在对方国家的边界不得有越轨或干扰的行为。
在中国抗日战争时期，印度给予中华民国很多支持，1938年印度国会派遣医疗队支援中国“抗战”，其中的队员柯棣华大夫病逝于中国；“抗战”时期战略物资运输线——滇缅公路被日军切断以后，随后开辟的“驼峰航线”其始发地就在印度的阿萨姆邦。1942年，蒋介石访问印度，並拜訪了日後成為印度國父的甘地。同年，中国远征军在缅甸对日作战中战事失利，孙立人部退入印度成为中国驻印军，在重新组装、训练后成为经由缅甸反攻回国的前锋部队。

### 近現代

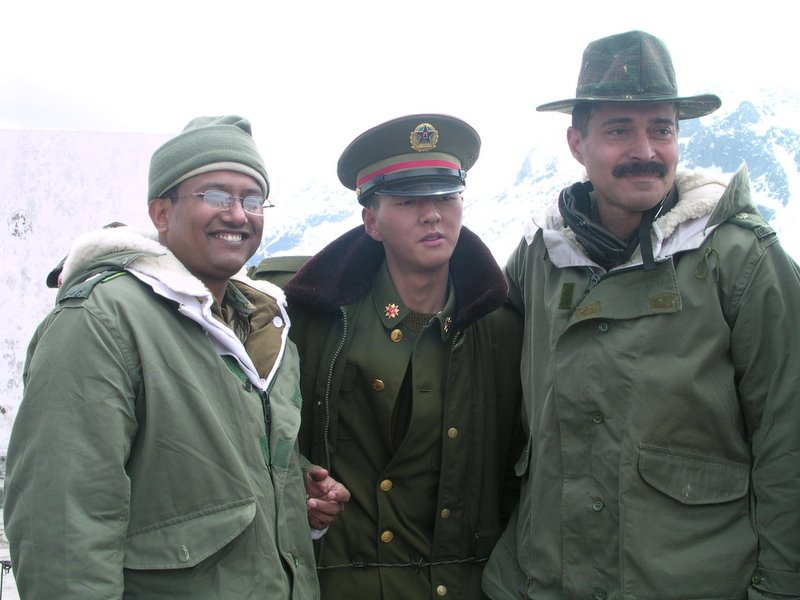
印度和中国的官员在重新开放的乃堆拉山口。

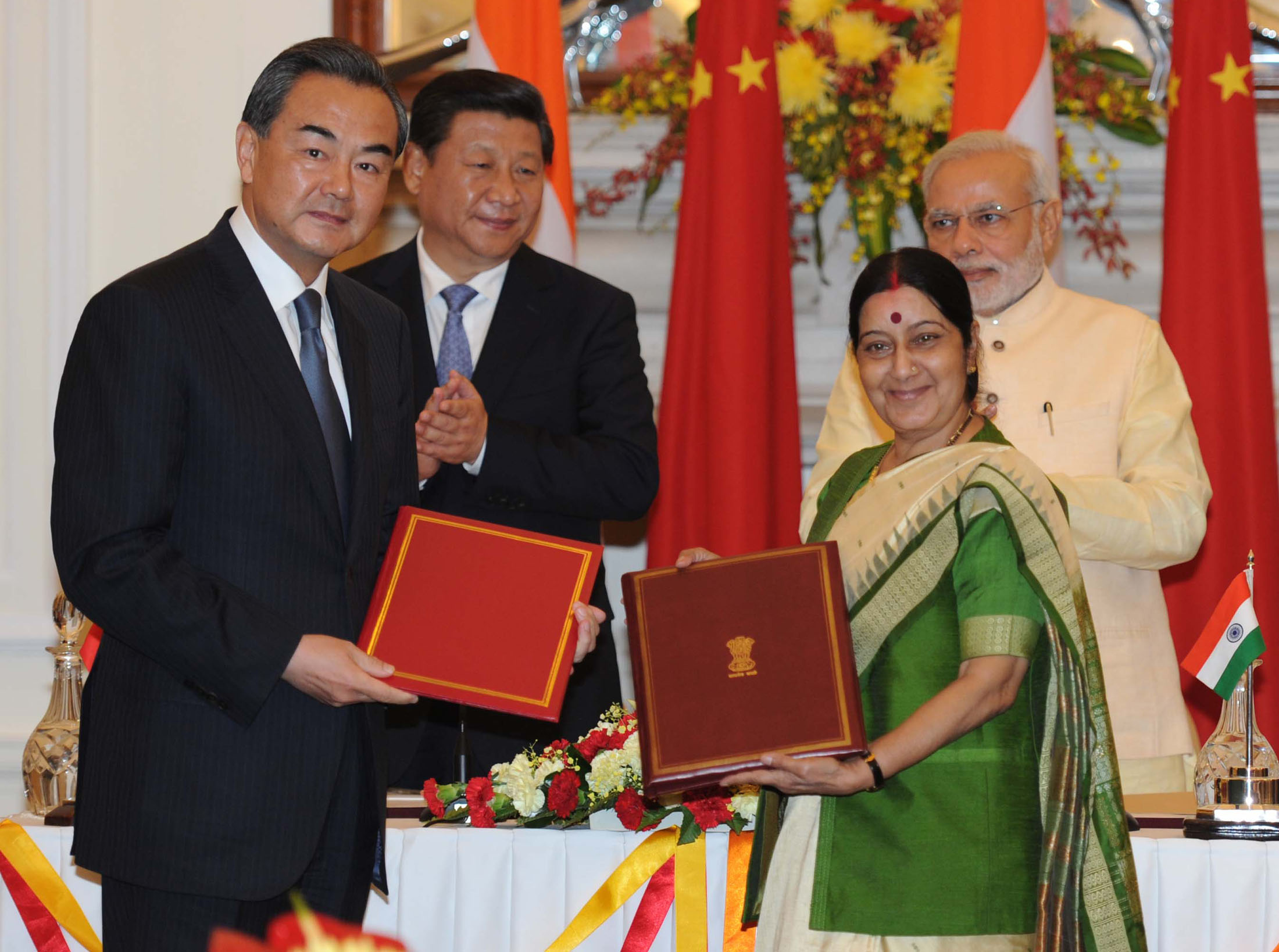
2014年9月18日，中國外交部長王毅與印度外長蘇什瑪·斯瓦拉杰在中共中央總書記兼中國國家主席習近平與印度總理納倫德拉·莫迪的共同見證下簽署諒解備忘錄，中方開放一條新的進入西藏自治區的印度教徒朝聖之路。印度教徒經典朝聖路線「冈仁波齐峰-玛旁雍錯朝聖之路」以往只能經里普列克山口，2015年起開放乃堆拉山口。

1947年印度独立，1949年中华人民共和国成立，1950年4月1日印度同中华人民共和国建交。同为泛社会主义阵营及新近建政的亚洲大国，中国和印度经历了一段蜜月期，印度总理尼赫鲁推广了泰戈尔提出的“中印是亲兄弟”口号。1954年两国总理实现互访，共同倡导了和平共处五项原则。
1959年的拉萨事件后，中国中央政府实现了对西藏的直接且有效的管辖，达赖喇嘛流亡到印度，中印矛盾加剧，具体最剧烈的体现在了喜马拉雅山脉东段中印边界的纠纷，在1962年酿成边境战争。战争之后，中印外交关系发生较大转变，在冷战期间，印度一直坚定地站在苏联阵营，与中苏分裂之后的中国对立，而中国则与其宿敌巴基斯坦关系密切，并在冷战后期与美国合作站在苏联及其盟友的对立面。虽然冷战结束之后两国关系恢复友好，印度军方内部仍将中国视作最大假想敌。直到1988年底，拉吉夫·甘地访华才打破两国关系坚冰。此后，在两国领导人的大力推进下，中印关系迈上了长达三十年的持续正常化、持续深度化的轨道。2003年6月印度总理瓦杰帕伊访华后，中国正式承认印度对锡金邦的主权，同时两国开始着手解决边界争端。2005年1月二国举行首次战略对话，中国总理温家宝访印并签署《中印联合声明》，宣布建立面向和平与繁荣的战略合作伙伴关系，达成了《解决中印边界问题政治指导原则的协定》。
2016年7月印度试图加入核供應國集團但遇中国阻挠，双方关系开始新一轮冰冻期，7月23日印度方面宣布停止续签新华社三名驻印度记者的签证，要求其限期离境。2017年夏，长达72天的洞朗对峙事件又将中印关系的发展进程打乱。此后，虽有两国高层不断努力纠偏定向，但双边关系波折不断，高频震荡。在新旧结构性矛盾的不断干扰下，中印关系迈入了长波动期。
2020年4月1日是中国同印度建交70周年纪念日。中共中央总书记、中国国家主席习近平同印度总统拉姆·纳特·科温德、中国总理李克强同印度总理纳伦德拉·莫迪互致贺电。
2020年中印邊境衝突是中印45年以來首度出現的流血衝突，導致兩國關係惡化。印度以数据安全为由，禁止几十款中国移动应用在印度使用。2021年印度新冠疫情惡化後，中國為印度提供抗疫物資，關係得到改善。
2022年3月，中国国务委员兼外交部长王毅访问印度，并与印度国家安全顾问多瓦尔以及印度外长苏杰生先后进行会晤，被中国媒体认为是中印关系将走向正常化的信号。但苏杰生的态度有所保留，他指出高级军事指挥官级别的会谈自2020年以来已经举行了15次会议，其进展“比我们希望的要慢”，而且边境紧张局势继续影响两国的关系，他补充说“如果你问我，我们今天的关系是否正常，我说不正常”。
2022年9月，中印双方的军队开始从拉達克与阿克赛钦存在争议的对持地区撤军，然而中印关系并未缓和，12月双方士兵在印度阿鲁纳恰尔邦管辖的实际控制线附近互殴，造成人员受伤，印度国防部长拉杰纳特·辛格称中国解放军妄图单方面改变实控线。
2023年4月初，中国官方重新命名“藏南”（包括印度阿鲁纳恰尔邦大部分地区）11個地區的名字，印度政府表示拒絕接受。7月，美国民主党籍参议员傑夫·默克利提出的一项参议院决议案还提到，自1962年来美国的长期立场是承认“麦克马洪线”为中印国际边界，认定作为印度领土一部分的阿鲁纳恰尔邦“并非争议领土”。
2023年5月，在印度决定将克什米尔地区的斯利那加作为二十国集团旅游工作组会议舉辦地後，中国抵制该会议（土耳其、沙特阿拉伯和埃及作为伊斯兰会议组织成员也未出席）。中国外交部称，坚决反对在领土争议地区举办任何形式的G20会议。同月，印度拒绝为在该国的最后两名中国官方媒体（CGTN和新华社）记者续发签证，這使得印度境內没有中国官方媒体的记者，这是1980年代以来印度境內首次沒有中國媒體。同時中国境內也基本沒有印度记者。
2024年3月，印度总理莫迪前往阿鲁纳恰尔邦，参加号称全球最长的双线隧道“西勒隧道”（Sela Tunnel）落成典礼。印度方面称，这是一条从古瓦哈蒂通向边境重镇达旺的具有战略意义的全天候隧道。新德里重申该邦是印度“不可分割的”领土，并驳斥了中国的反对意见。
2024年12月18日，中印双方的边界问题特别代表在北京举行会谈，双方就边界问题达成了六点共识，包括同意进一步细化边境地区管控规则、推动恢复印度信徒赴西藏朝圣、加强特别代表会晤机制建设，加强外交军事谈判协调配合等。
2025年1月26日至27日，印度外交秘书、前驻华大使唐勇胜访问中华人民共和国，期间与中华人民共和国外交部副部长孙卫东举行会晤，访谈结束后两国同意恢复中断近五年中印直航航班。
2025年4月28日，中国外交部宣布今年夏天恢复因2020年中印边境冲突中断5年的印度信徒前往西藏朝圣，此举被视为中印两国关系改善的最新迹象。同年6月13日，印度政府称，已与中国达成协议，将“加快”恢复两国直航航班的进程，外界认为这表明两国关系将进一步改善，但双方尚未给出具体恢复直航日期。同年7月23日，印度驻华大使馆宣布于次日起恢复旅游签证的申请受理与签发，而此前印度於2020年暫停向中国公民发放旅游签证。

## 战略问题

### 邊界問題

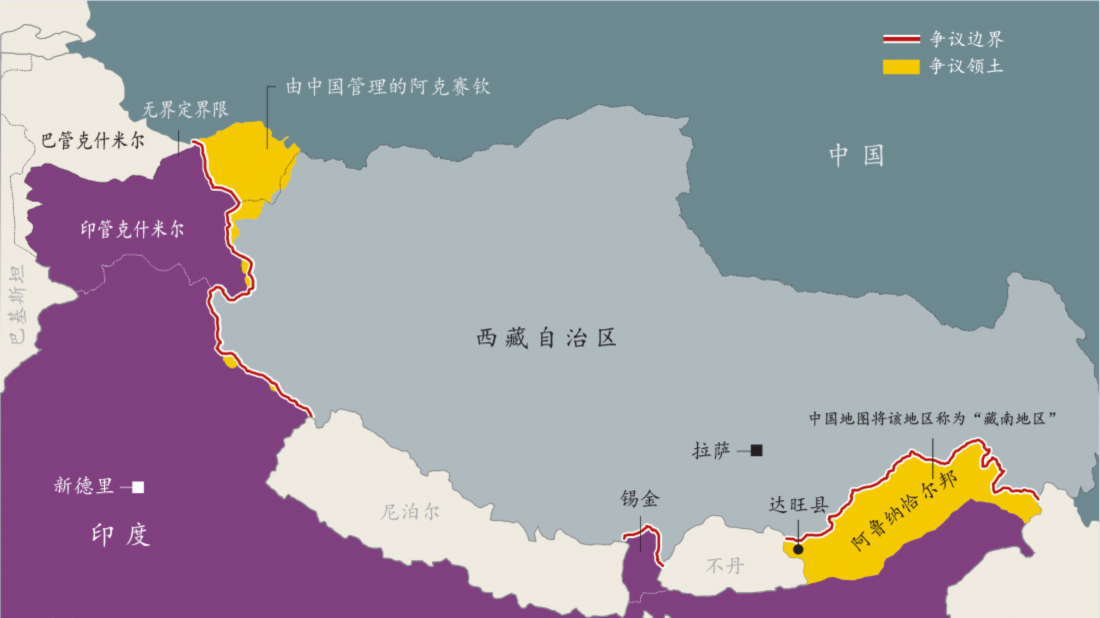
中国与印度边界地图。

边界问题是中印关系中的敏感议题。中印边界总长约2000～3440公里，有总面积超过12万平方公里区域存在领土纠纷，涉及西段、中段和东段三个部分。中印边界锡金段为已定边境，但附近的中不边界存在争议，因不丹的外交和国防被印度控制，中不邊界爭議也受印度关注。中印原则上都同意和平解决争议。
- 1962年中印邊境戰爭
- 2017年6～7月，中印军队在洞朗地区发生紧张对峙。[38]
- 2020年6月，双方军队在加勒万河谷对峙，并发生肢体冲突[39]。最終導致印方20死亡，中方4人死亡。[40][41]
- 2022年中印东章冲突，中国解放军越线进入印度管辖的达旺地区，被击退。

### 区域秩序
在美國對中國的戰略愈演愈烈的情况下，两国对区域秩序的定位截然不同；印度领导人与主要战略家支持“以规则为基础的国际秩序”——这是一句美国及其盟友之间广为流传的口号；但与此同时，尽管中国在口头上呼吁多极化，但其最终似乎力求实现一个由该国主导的单极化亚洲。在印度看来，中国针对南亚国家特别是与巴基斯坦的密切安全关系和为其提供的「全天候」战略支持，是其反对印度崛起的大战略中的重要一环。印度认为“多极世界”的前提是“多极亚洲”。
而自印度人民党莫迪政府执政以来，印度的外交政策从“不结盟”到“多重结盟”转变，而中国在边境的强硬举措更额外刺激了印度外交政策的长期调整。然而，从北京的角度来看，中国不希望四方安全对话（Quad，即澳大利亚、日本、印度三国与美国）的成功，以及「印太」理念的推广，认为他们在共同对抗中国在亚洲的影响力。中国对“四方”和“印太倡议”的强烈反对表明，这样一个联盟如果成立，将严重破坏中国的战略目标。

## 合作平台

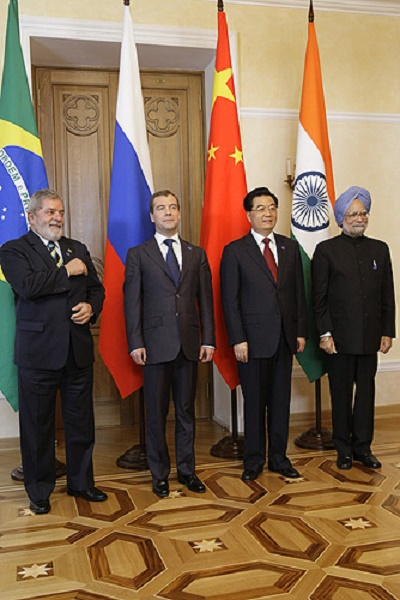
2009年金砖四國領導人在叶卡捷琳堡出席第一次峰會，由左至右分別為巴西總統盧拉·達·席爾瓦、俄羅斯總統德米特里·梅德韋傑夫、中國領導人胡錦濤、印度總理曼莫汉·辛格。

中印在联合国、世界贸易组织、金砖国家、二十国集团、上海合作组织和中俄印等机制中保持沟通与协调，在气候变化、能源和粮食安全、国际金融机构改革和全球治理等领域携手合作，维护中印两国和发展中国家的共同利益。

### 金砖国家
2001年，美国高盛公司首次提出BRICs概念，用巴西、俄罗斯、印度、中国四国英文名称首字母组成缩写词。2006年，金砖国家外长举行首次会晤，开启金砖国家合作序幕。金砖国家领导人迄今共进行了11次会晤和9次非正式会晤。作为金砖国家中经济体量最大的两个国家，中印的务实合作能够为“金砖”第二个十年奠定下坚实的发展基础。

### 上海合作组织
2005年，印度成为上海合作组织观察员国（observer states）。2017年6月9日印度、巴基斯坦一同加入上合组织。组织的宗旨是加强各成员国之间的相互信任与睦邻友好，宣称以“上海精神”解决各成员国间的边境问题。因冷戰時期中國與巴基斯坦是抗衡蘇聯與印度勢力，現今兩國對巴基斯坦關係也有歧異。印度认为中国和巴基斯坦建立的全天候战略合作伙伴关系专门针对印度。加入上合组织后，印度与中国和巴基斯坦两个存在结构性矛盾的周边邻国可以通过元首峰会、外长会议、总理会议、部长级会议以及各专业职能领域的定期会晤等机制进行对话交流。中印双方可以在该框架下加强双边或多边沟通合作，亦能增进双方互信，从而有利于双边关系的和谐发展和地区的稳定。

### 中俄印三边合作
2002年，中俄印启动三方外长对话。2007年，中俄印三边外长对话升格为年度正式会晤机制。已截至2019年2月中国、俄罗斯、印度三国外长已举行十六次会晤。中俄印三边合作启动以来发展整体顺利，已经构建起以三边领导人峰会为引领，以外长会晤为主要平台，以商业、文化等领域对话为辅助的重要三边合作机制。成为三国加强战略沟通，在重大问题上协调立场，寻求共识与合作的重要平台。整体看来，俄罗斯作为三边合作的倡议者，始终对该机制热情投入；中国出于密切中俄战略协作、联合俄印捍卫新兴经济体利益等因素考虑也积极参与其中；印度则在参与三边合作的同时另有打算，在一定程度上成为中俄印三边合作的制约，并对该机制未来发展前景产生重要影响。

## 经济贸易

### 贸易量
印中贸易自2000年以后才获得较快增长。双边贸易额从1991年仅有的2.65亿美元，上升至2001年的35.96亿美元。2005年4月，温家宝总理访问印度期间，二国签署《全面经贸合作五年规划》，制定双边贸易额到2008年达到200亿美元或更高的目标，到2006年双边贸易达到248.6亿美元，提前实现预期目标，印度成为中国第15大贸易伙伴（按照经济体排序），中国对印度出口145.8亿美元，主要出口机电产品、化工产品、纺织品、塑料及橡胶、陶瓷及玻璃制品等；自印度进口102.8亿美元，主要进口铁矿砂、铬矿石、宝石及贵金属、植物油、纺织品等。2004是中印双边贸易额首次突破100亿美元。2008年贸易额超过了370亿美元，在2012年达到700亿美元。2019年，中印贸易额已增长到近1000亿美元。中国一度是印度第一大贸易伙伴，不過這一地位於2021年被美國取代，而印度是中国在南亚地区的最大贸易伙伴。
由于各种因素的限制，双方投资规模较小，仅限于部分领域，截至2006年底，印在华投资256个项目实际投资1.72亿美元，中国对印投资（非金融类）仅为1700万美元。但随着中印贸易合作的不断深入，中国对印度投资在剧烈波动中呈大幅上升趋势，年均增速超过125%。截至2019年12月，约1000家中国企业在印度累计投资80亿美元。中国投资拉动了印度手机、白色家电、基础设施建设、汽车等行业发展，给印度创造大量就业岗位。印度企业也积极拓展中国市场，对华累计投资近10亿美元。2021-22财年中印双边贸易同比增长44%，达到近1300亿美元，其中印度自中国进口贸易额达1034.7亿美元，中国自印度进口贸易额达264.6亿美元。2023至2024财年中印双边贸易额为1184亿美元，略高于印美双边贸易额，中国再度成为印度最大贸易伙伴。

### 对话和摩擦
中印两国关于财金、经贸议题建立了对话机制：
- 中印财金对话机制：2005年4月温家宝总理访印期间，两国签署《中华人民共和国政府和印度共和国政府关于启动中印财金对话机制的谅解备忘录》。旨在通过沟通和对话，推动双方在财政、金融部门的相互理解及实质性合作。对话每12-18个月举行一次，在两国轮流举行。原则上，对话级别定为副部级或双方共同认可的任何其他级别[56]。
- 中印战略经济对话：2010年12月，中印两国总理同意建立中印战略经济对话机制。对话的宗旨是加强宏观经济政策协调，促进交流互动，共同应对经济发展中出现的问题和挑战，加强经济合作[57]。迄今六次对话分别于2011年、2012年、2014年、2016年、2018年和2019年在北京和新德里轮流举行[58]。

然而，随着两国关系恶化，经贸领域的纠纷日益增多。印度积极参与美国等西方国家的友岸外包政策，力图降低对华供应链依赖。印度还认为对华数额庞大的贸易逆差（2022年约千亿美元）不可接受，且在边界冲突后封禁了一大批中国软件，要求提升印度公民在印中资企业的比重。同时印度始终反对所谓的“一带一路”，称其为“债务陷阱外交”，并抨击中巴经济走廊侵犯了印度的主权。

## 文化交流
2011年是 “中印交流年”。2015年，印度在华举办印度旅游年。2016年，中国在印度举办中国旅游年。2017年，两国双向旅游交往规模102万人次，其中印度公民来华81.9万人次，同比增长2.5%，中国公民赴印20万人次。
截至2020年4月，中印已建立了14 对友好省城，例如：北京-德里、成都-班加罗尔、昆明-加尔各答、广东省-古吉拉特邦、上海-孟买、广州-艾哈迈达巴德、四川省-卡纳塔克邦、重庆市-金奈市、青岛市-海德拉巴市、敦煌市-奥朗加巴德市、济南市-那格浦尔市等。

## 互联网技术

### 科技合作
- 中印科技国际创新园位于山东省临沂市经济技术开发区引进印度、乌克兰、俄罗斯、捷克等国家的高层次人才，开展云计算、大数据、软件技术、智能机器人、传感器等领域的专业研究。[61]
- 中印软件产业园位于临沂经济技术开发区，由山东临沂市拓普网络股份有限公司与印度SRM集团合作投资5.6亿元兴建，已被科技部认定为中国首家中印软件产业“国家国际创新园”。截至目前，该园区引进中外高端软件研发企业40家，国际合作主要机构7家，不但吸引了60位印度专家常驻，而且还引来了俄罗斯、捷克、乌克兰、新西兰等一批国际专家。[62]

### 网络渗透
2024年2月22日，中国委托的民间公司上海安讯信息技术有限公司（也称为 I-Soon）大量数据被泄露一事件被曝光，文件显示北京政府将印度列为「渗透」的主要目标，并收集了印度95.2 GB的移民数据和数以千计的政府官员的个人信息。《印度快报》报道称，2018年影响雇员公积金组织 (EPFO) 系统的数据泄露事件已被中国网络机构「重新包装」，其中包含印度人的个人数据。印度网络安全机构印度计算机紧急响应小组 (Cert-In) 随着启动初步调查。除了EPFO之外，泄露的数据还包含BSNL用户的信息，以及印度航空和Reliance等公司提供的信息。

## 领导人互访

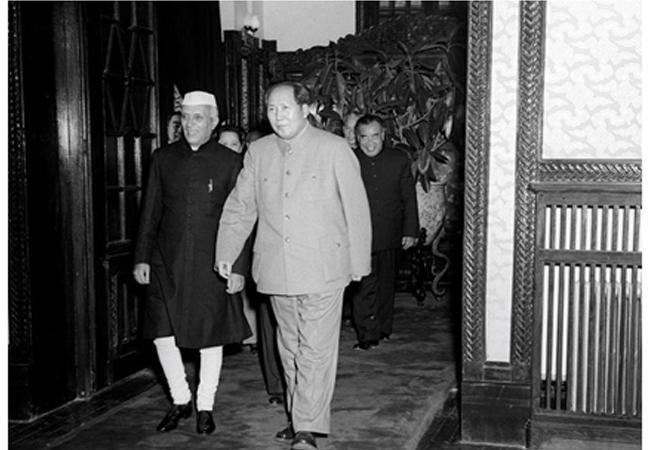
1954年10月，印度总理尼赫鲁与中国共产党中央委员会主席毛泽东在北京会面。

1954年10月19日，印度总理贾瓦哈拉尔·尼赫鲁正式访华，在北京会见了中国共产党中央委员会主席毛泽东，这是第一位非社会主义国家的政府首脑访问新中国。同年6月28日，中国国务院总理周恩来访问印度，发表《中印两国总理联合声明》，确认和平共处五项原则作为国际关系的指导原则。1957年9月，印度副总统拉达克里希南访华。
1988年12月印度总理拉·甘地访问中国，之后高层互访开始渐渐增加。1991年国务院总理李鹏访印。1992年总统文卡塔拉曼访华。1993年全国政协主席李瑞环访印。1993年总理拉奥访华。1994年国务院副总理兼外长钱其琛访印。1994年副总统纳拉亚南访华。1995年全国人大常委会委员长乔石访印。1996年中共中央总书记兼国家主席江泽民访印。2000年印度总统纳拉亚南访华。2001年全国人大常委会委员长李鹏访印。2002年中国国务院总理朱镕基回访印度。2003年6月印度总理瓦杰帕伊访华。2005年4月，中国国务院总理温家宝访问班加罗尔。2006年11月，中共中央总书记兼国家主席胡锦涛对印度进行国事访问。2008年1月，印度总理曼莫汉·辛格访问中国，会见中国领导人胡锦涛和温家宝。2010年是中国印度建交60周年。5月，印度总统帕蒂尔来华进行国事访问。12月，中国国务院总理温家宝访印，两国签署《中华人民共和国和印度共和国联合公报》。
|  | 《奥义书》中说：“真理至高无上，是认识的共同基础。”我同辛格总理是老朋友，已经见面深谈了10多次，建立了真挚的友谊。我们都认为，独立、自主、自强是一个民族的灵魂。只有开放兼容，国家才能富强。世界有足够的空间供中印共同发展，也有足够的领域供中印开展合作。这些重要的共识，深深植根于中印古老的文化传统和悠久的交往历史，也是同我们对世界大势的正确把握和对国家利益的深刻认识分不开的。——《共铸东方文明新辉煌》，中华人民共和国国务院总理温家宝，2010年12月16日，新德里 |

2012年是“中印友好合作年”。印度外长克里希纳2月来华出席印驻华使馆新馆启用仪式，6月代表印度来华出席上海合作组织峰会。中国外交部长杨洁篪3月对印进行访问。2013年，中国国务院总理李克强对印度进行正式访问，双方发表《联合声明》。10月，印度总理辛格来华进行正式访问。2014年是“中印友好交流年”。6月，中国外交部长王毅作为习近平特使访印，印度副总统安萨里访华并出席和平共处五项原则60周年纪念活动。9月，中共中央总书记兼国家主席习近平对印度进行国事访问，双方发表《关于构建更加紧密的发展伙伴关系的联合声明》。2015年5月，印度总理莫迪正式访华。6月，全国人大常委会委员长张德江访问印度。2016年5月，印度总统慕克吉访华。9月，印度总理莫迪来华出席二十国集团杭州峰会。10月，中共中央总书记兼国家主席习近平赴印度出席金砖国家领导人第八次会晤。2019年10月，习近平同印度总理莫迪在印度金奈举行第二次非正式会晤。

### 使領館网站
| - 中国驻印度大使馆官方網站（简体中文）（英文） - 中国驻印度大使馆經濟商務處官方網站（简体中文） - 中国驻孟買總領事馆官方網站（简体中文）（英文） - 中国驻孟買總領事馆經濟商務處官方網站（简体中文） - 中国驻加爾各答總領事馆官方網站（简体中文）（英文） - 中国驻加爾各答總領事馆經貿之窗官方網站（简体中文） | - 印度驻华大使馆官方網站（简体中文）（英文） - 印度驻上海總領事馆官方網站（简体中文）（英文） - 印度驻廣州總領事馆官方網站（简体中文）（英文） - 印度驻香港總領事馆官方網站（英文） |

### 其他網站
资讯博客
- 三泰虎 - 从这里了解印度人对中国的看法（页面存档备份，存于）（简体中文）